# Alberto Ordaz
Alberto Ordaz Ramírez (* 8. April 1956 in Mexiko-Stadt) ist ein ehemaliger mexikanischer Fußballspieler, der zu Beginn seiner Laufbahn auf der Position eines Stürmers spielte und später vorwiegend im Mittelfeld agierte.

## Laufbahn
Ordaz begann seine fußballerische Laufbahn in den 1970er Jahren bei seinem Heimatverein Club América, mit dem er in der Saison 1975/76 die mexikanische Fußballmeisterschaft gewann. In den 1980er Jahren stand Ordaz beim Tampico-Madero FC und bei Atlas Guadalajara unter Vertrag. Heute arbeitet er als Talentspäher für den CF Monterrey.

## Erfolge
- Mexikanischer Meister: 1975/76